# Sergio Magaña Martínez
Sergio Augusto Magaña Martínez (Morelia, Michoacán; 2 de diciembre de 1949-Ib.; 24 de diciembre de 2017) fue un político mexicano. Miembro del Partido Revolucionario Institucional, fue presidente municipal de Morelia de 1993 a 1994, senador por el estado de Michoacán en el período de 1994 a 2000 y diputado federal a la LIX Legislatura de 2003 a 2006.

## Biografía
Sergio Magaña Martínez fue elegido presidente municipal de Morelia para el periodo de 1993 a 1995, recuperando el cargo para su partido después de haber estado en manos del PRD, aunque en medio de un importante conflicto electoral que desembocó en la renuncia del gobernador electo, Eduardo Villaseñor Peña; no concluyó su periodo ya que solicitó licencia en 1994 para ser candidato a Senador por Michoacán, siendo electo en fórmula con Genovevo Figueroa Zamudio, en la alcaldía de Morelia fue suplido por Fausto Vallejo Figueroa. En 2001 buscó ser candidato del PRI a la gubernatura pero el designado fue Alfredo Anaya Gudiño, en protesta a esta designación renunció a su militancia en el PRI y buscó ser candidato al cargo por el PAN, pero en la elección interna del partido resultó postulado Salvador López Orduña. En 2003 fue postulado por el PRD y electo como diputado federal plurinominal a la LIX Legislatura, 2004 fue nuevamente candidato a presidente municipal de Morelia, esta vez por el PRD, pero terminó en el tercer lugar de las preferencias electorales, triunfando en la elección Salvador López Orduña.
En 2009 buscó la candidatura del PRD a diputado federal por el X Distrito Electoral Federal de Michoacán, llegando a ser designado como tal por el comité ejecutivo nacional, sin embargo, ante la impungación de Samuel Maldonado Bautista, el Tribunal Electoral del Poder Judicial de la Federación revocó dicha designación y otorgó la candidatura a Maldonado.